# 응급의학

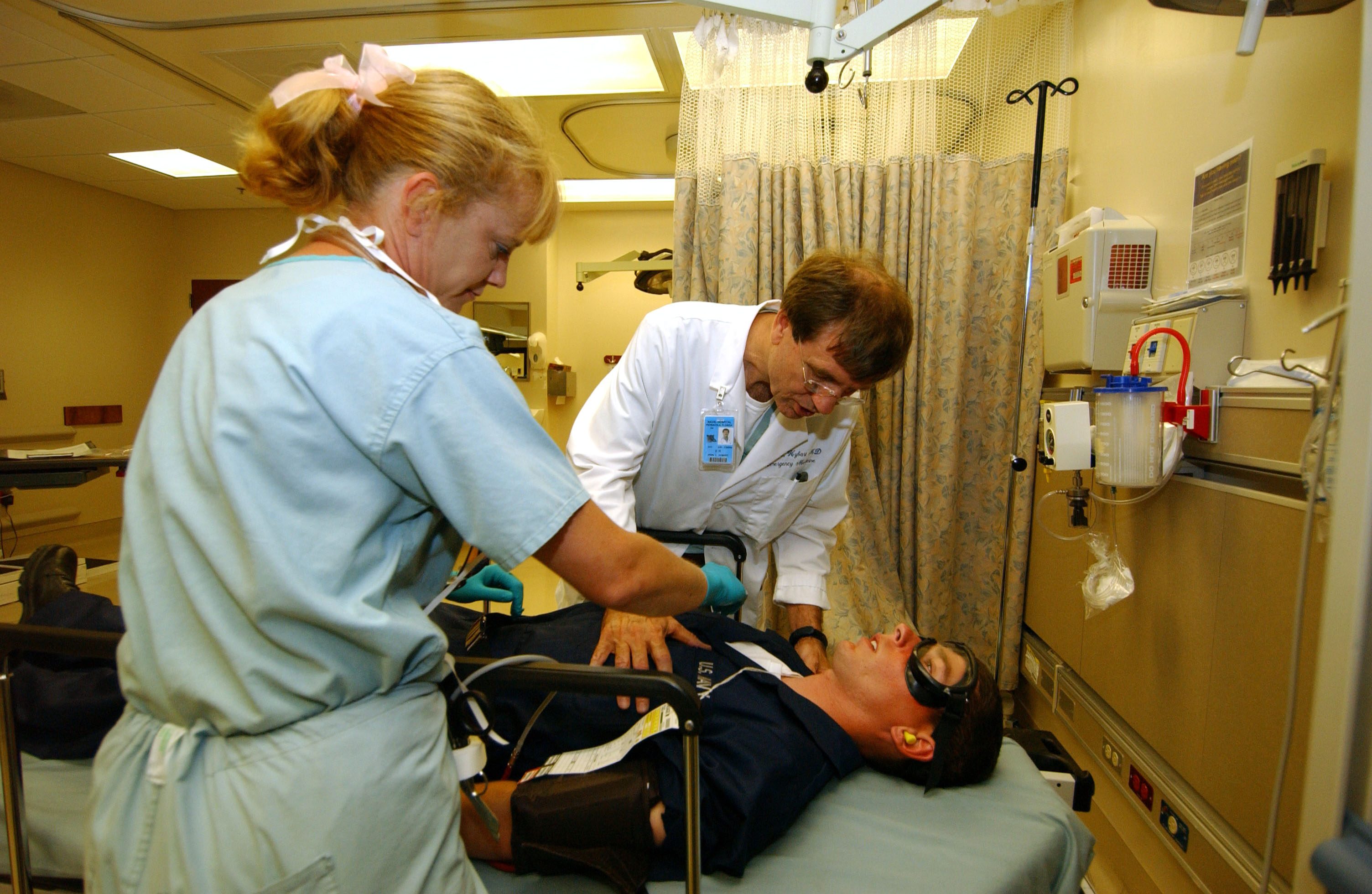
응급구조사와 응급의학과 의사가 모의 환자를 진료하고 있다.

응급의학(應急醫學, 영어: emergency medicine 또는 accident and emegency medicine)은 즉각적인 의학적 주의가 필요한 급성 질환이나 손상의 치료를 연구하는 의학의 한 분야이다. 응급의학과는 응급의학을 바탕으로 응급환자를 진료하는 전문 진료과목이다.

## 역사
프랑스 나폴레옹 군대의 군의관이었던 도미니크장 라레는 1797년 전쟁터의 부상자들을 치료 가능한 곳으로 빠르게 수송하기 위해 마차 형태의 "날으는 앰뷸런스(ambulance volante)"로 불리는 운송 수단과 체계를 도입하였으며 최초로 중증도 분류(triage)를 도입하였다. 이런 구급 체계는 이후 다른 군대들에도 점차 확산되었으며 이런 업적으로 라레는 응급의학의 아버지로 불리기도 한다.

60년대 미국의 외상 환자들은 전쟁터보다 못한 상황에 놓여 있었다(부비트랩에 부상당한 군인이 의무병의 처치를 받고 있다. 베트남.1966).

현대 응급의학의 역사는 영국 캐나다 호주 미국 등이 응급의학을 전문 분야로서 도입하기 시작한 1960년대부터 시작한다. 50년대 후반부터 밝혀진 구조 호흡, 가슴 압박 등의 심폐소생술 원리는 60년대 들어 본격적으로 연구되었으며 전문 분야로서의 응급의학 탄생에 단초가 되었다.
그러나 국내외를 막론하고, 전문 진료과목으로서의 응급의학이 존재하지 않던 시절의 응급의료란 전문 분야나 경력 유무에 상관 없이 의료진이 돌아가며 당직 근무를 하는 것에 불과했다.

### 미국
1966년 미국에서 발행된 보고서 "백서: 사고로 인한 죽음과 장애, 현대 사회의 외면당한 질병"은 당시 미국의 응급의료가 얼마나 열악한 상태에 있는지 보여주었다. 특히 외상을 입어 생명이 위중한 응급환자들이 전쟁터의 병사들보다도 못한 수준의 응급의료를 제공 받고 있었음을 당시 벌어진 월남전을 통해 깨닫게 되었다. 이런 충격적인 인식의 확대는 전문 분야로서의 응급의학을 본격적으로 도입하는 계기가 되었고 1968년 미국 응급의학회(American College of Emergency Physicians)가 출범하기에 이른다.

### 한국

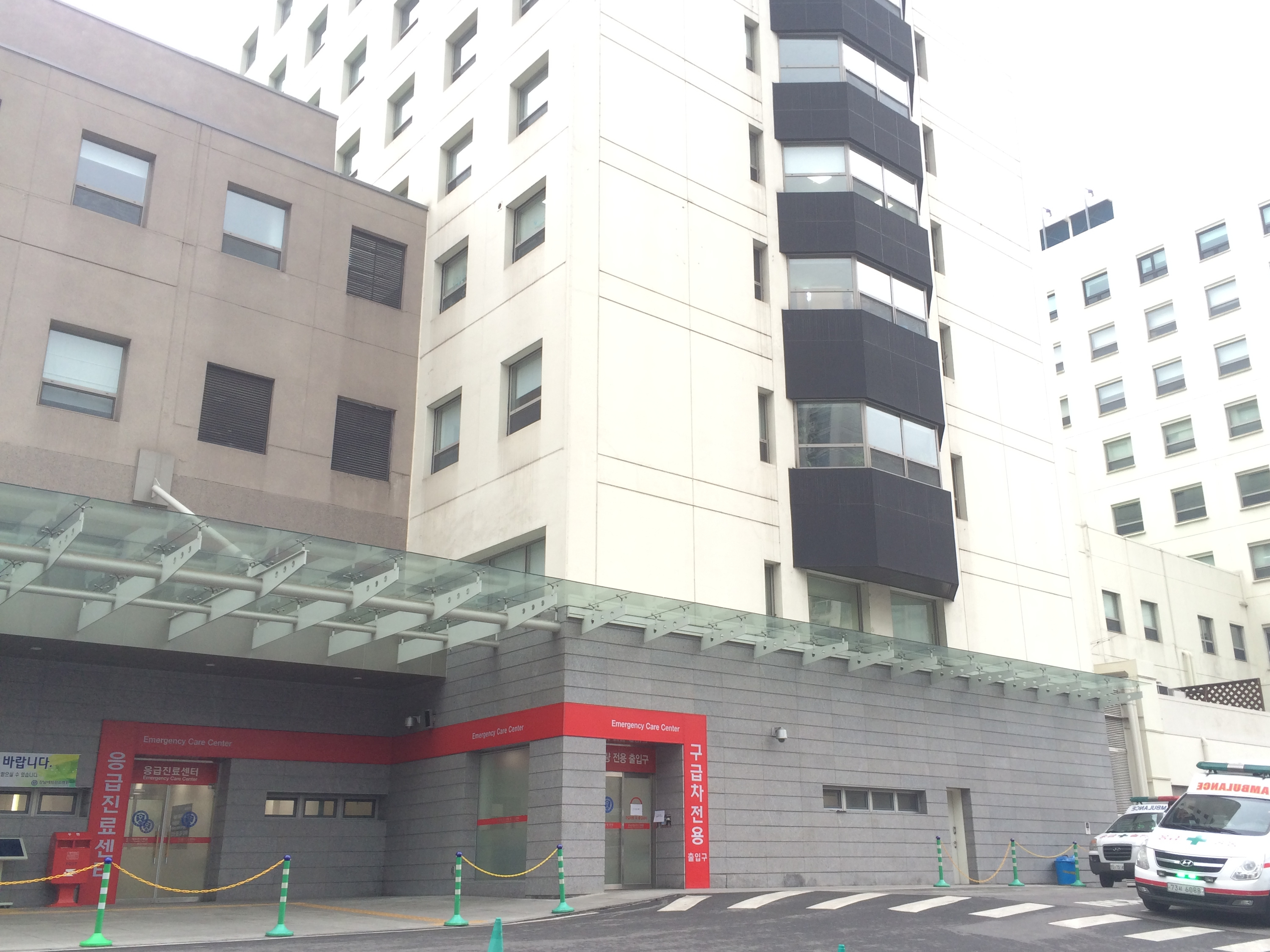
강남 세브란스 병원 응급실. 2014.

한국에서도 환자들이 현장에서 제대로 된 응급조치를 받지 못하는 것은 물론, 각급 병원 응급실을 전전하고도 제대로 된 응급진료를 받지 못해 결국 사망하는 사건이 60 70년대를 거쳐 끊이지 않았다.
1979년 대한의학협회는 "야간구급환자 신고센터"를 운영하였는데 신고를 받으면 구급차를 출동시켜 진료 가능한 병원으로 이송하는 시스템으로 진일보한 면이 있었다. 또한 1982년에는 119 구급대가 출범하였다.

#### 최초의 응급의학과 설립
한편 80년대 들어 야간 통행금지 해제와 교통 발달로 비응급 환자까지 응급실로 몰리기 시작했고, 이후 의료보험 확대로 병원 문턱이 낮아짐과 동시에 대형병원으로의 환자 쏠림이 심해지면서 응급실의 진료 환경은 더 열악해졌다. 이에 응급의료체계의 수립과 전문적인 응급의료 도입이 필요하다는 인식이 확대되기 시작했고, 1987년 3월 영동 세브란스 병원에 한국 최초의 응급의학과가 설립되었으며 1989년에는 대한응급의학회가 창립되었다.

#### 본격적인 응급의료체계의 수립
아시아나항공 733편 추락 사고, 삼풍백화점 붕괴 사고 등 90년대 연이은 대형사고는 응급의료의 난맥상을 드러내면서 전문적인 응급의료와 응급의료체계의 도입이 절실함을 한국 사회에 상기시켜 주는 계기가 되었다. 이에 1994년 응급의료에 관한 법률이 제정되었으며 1995년 응급의학이 전문 진료과목으로 인정되었다. 또한 1995년부터 응급구조사가 공식적으로 배출되기 시작하였고 1996년 첫 응급의학과 전문의 시험이 치루어졌으며 2000년 국립중앙의료원을 중심으로한 응급의료기관 체계가 수립되었다.

## 세부 분야

### 응급의료체계
응급의료를 신속하고 효과적으로 구현하기 위한 방법과 정책을 연구하는 분야이다. 즉, 응급환자가 발생하였을 때 현장에서 적절한 처치를 시행한 후, 신속하고 안전하게 적합한 병원으로 이송하고, 병원의 응급의료진은 의료기술과 장비를 집중해 치료할 수 있도록, 인력과 시설과 장비를 효율적으로 운영하기 위한 것이다.

### 소생의학
심정지, 쇼크의 원인과 효과적인 소생법을 연구하는 분야이다. 또한 응급 기도 관리, 소생 후 관리도 소생의학의 영역이다. 소생법의 근간은 심폐소생술이며 주로 병원 전단계에서 이뤄지는 기본 심폐소생술과 주로 병원에서 이뤄지는 전문 심폐소생술로 나뉜다.

### 외상학
응급 외상학의 가장 중요한 목표는 예방 가능한 사망을 최대한으로 줄이는 것이다. 외상에서의 예방 가능한 사망이란 적절한 시간내에 치료를 받았다면 막을 수 있었을 외상 환자의 사망을 말한다. 외상은 전문분야로서의 응급의학 확립에 결정적 계기가 된 분야이기도 하다.

### 중환자의학
생명을 위협하는 위독한 질환이나 외상의 치료를 연구하는 분야이다. 중환자의학은 인공호흡기의 개발과 중환자실의 도입으로 본격적인 의학의 한 분야가 되었는데, 응급의학의 분과로서 중환자의학은 예후를 결정적으로 좌우하는 급성기의 중환자 치료 연구에 집중되어 있다.

### 소아응급
어린이는 생리적 특성과 질병 양상이 성인과 다르며 특히 외상은 어린이 사망과 장애의 주원인이다. 소아 응급환자는 심리적 신체적 특성에 따른 특별한 주의가 필요하며 아동학대등 특수한 상황에 따른 대응과 치료 또한 필요하다. 한국에서는 2014년 대한소아응급의학회를 창립하고 소아응급 세부 전문의 제도 도입을 위해 노력하고 있다.

### 재난의학
사고, 테러, 자연재해 등으로 인해 해당 지역에서 외부의 도움 없이는 적절한 응급의료를 제공할 수 없는 상태를 의학적 의미의 재난이라고 한다. 재난의학은 이런 재난상황에서 효율적인 응급의료를 최대한 많은 사람에게 제공하기 위한 방법과 정책을 연구하는 분야이다.

### 환경응급
고체온증(열사병, 일사병), 저체온증, 화상, 동상, 감전,  번개 손상 고산병과 감압병, 여행의학에서 항공의학 및 선상의학 등 각종 환경의 변화에서 비롯된 응급질환의 치료를 연구하는 분야이다.

### 독물학
각종 약물과 천연물 등 독극물로 인한 중독의 진단 및 치료, 연구를 하는 분야이다.

## 같이 보기
- 응급
- 응급실
- 응급의료체계
- 응급구조사
- 구급차
- 심폐소생술(CPR)
- 권역응급의료센터
- 골든 아워(en:Golden hour (medicine), 골든타임)
- 착한 사마리아인의 법